# Совхоз «Ильич»
Совхоз «Ильич» — упразднённый посёлок на территории Доможировского сельского поселения Лодейнопольского района Ленинградской области.

## История
4 сентября 1924 года начались работы по отведению земли для вновь создаваемой агробазы «Ильич» в размере 80 десятин удобной и неудобной земли и 60 десятин пашни. Агробаза «Ильич» колонизационного отдела Мурманской железной дороги НКПС образовывалась для разведения племенного скота и получения семян для снабжения ими колонистов по Мурманской железной дороге, а также местного населения.

АГРОБАЗА «ИЛЬИЧ» — деревня, крестьянских дворов — нет, прочих — 27. Население: мужчин — 35, женщин — 24. (1926 год)

Посёлок совхоза «Ильич» учитывается областными административными данными в Чашковском сельсовете Пашского района с 1 января 1927 года.
С 1928 года в составе Рекинского сельсовета.
С 1929 по 1938 год хозяйство агробазы «Ильич» относилось к отделу рабочего снабжения треста «Свирьстрой». Усадьба агробазы располагалась на территории Введенского монастыря.
К 1935 году было освоено 300 га пашни, а также создана МТФ имени Е. Д. Стасовой.

Посёлок совхоза «Ильич» на карте РККА 1940 года

На карте РККА 1940 года посёлок совхоза «Ильич» обозначен как безымянный населённый пункт к северу от станции Оять.
К 1954 году общая площадь земли совхоза составляла 2167 га. В хозяйстве было 50 коров, 1002 свиньи, 3 трактора, 5 автомашин. Работало 175 человек.
С 1955 года в составе Новоладожского района.
В 1959 году к совхозу «Ильич» присоединили, как отделения совхоза, бывшие колхозы «Новая жизнь» (Доможирово) и «Комсомолец» (Рекиничи). Всего земельных угодий стало 8639 га.
С 1960 года в составе Доможировского сельсовета.
В 1961 году население посёлка совхоза составляло 272 человека.
С 1963 года в составе Волховского района.
По данным 1966 и 1973 годов посёлок Совхоз «Ильич» входил в состав Доможировского сельсовета Волховского района.
По данным 1990 года посёлок Совхоз «Ильич» входил в состав Доможировского сельсовета Лодейнопольского района.
В 1997 году в посёлке Совхоз «Ильич» Доможировской волости проживали 3 человека, в 2002 году — 2 человека (все русские).
С 1 января 2006 года в составе Вахновакарского сельского поселения.
В 2007 году в посёлке Совхоз «Ильич» Вахновокарского СП проживал 1 человек, в 2010 году постоянного населения не было.
С 2012 года в составе Доможировского сельского поселения.
28 октября 2017 года посёлок Совхоз «Ильич» Лодейнопольского района был упразднён в связи с отсутствием проживающего населения.

## География
Посёлок располагался в западной части района близ примыкания автодороги 41К-133 (подъезд к станции Оять) к автодороге 41К-016 (Станция Оять — Плотично).
Расстояние до административного центра поселения — 5 км.
Расстояние до ближайшей железнодорожной станции Оять-Волховстроевский — 1 км.
Посёлок находился на левом берегу реки Оять.

## Демография
| 1926 | 1997 | 2007 | 2010 | 2014 |
| ---- | ---- | ---- | ---- | ---- |
| 59   | ↘3   | ↘1   | ↘0   | ↗1   |

## Инфраструктура
По данным администрации Доможировского сельского поселения на 1 января 2014 года в посёлке были зарегистрированы: 1 домохозяйство и 1 житель.

## Достопримечательности
- Введено-Оятский монастырь